# پوست‌پر سوندا
پوست‌پر سوندا (نام علمی: Galeopterus variegatus) نام یک گونه از راسته پوست‌پر است.